# Yuichi Tomizawa
Yuichi Tomizawa (冨澤優一?, Tomizawa Yuichi; 1973) è un ex giocatore di football americano giapponese che ha giocato come quarterback.

## Palmarès
- 1 Mondiale (2003)